# Através de Flandres de 2021
A 75.ª edição da clássica ciclista Através da Flandres (nome oficial em neerlandês: Dwars door Vlaanderen) foi uma corrida em Bélgica que se celebrou a 31 de março de 2021 com início na cidade de Roeselare e final na cidade de Waregem sobre um percurso de 184,12 quilómetros.
A corrida fez parte do UCI WorldTour de 2021, o calendário ciclista de máximo nível mundial profissional, sendo a décima primeira corrida de dito circuito e foi vencida pelo neerlandês Dylan van Baarle do Ineos Grenadiers. Completaram o pódio, como segundo e terceiro classificado respectivamente, o francês Christophe Laporte do Cofidis, Solutions Crédits e o belga Tim Merlier do Alpecin-Fenix.

## Percorrido
A organização de "Através de Flandres" dispôs de um percurso total de 184,12 quilómetros com 11 muros, alguns deles com zonas empedradas onde se destaca o muro do Taaienberg, e 3 trechos planos de pavé, com saída na cidade de Roeselare e chegada na cidade de Waregem.Com este mesmo percurso, esta corrida faz parte do calendário de clássicas de pavé.
| Muros  |                  |       |                 |                |                   |
| Número | Nome             | Km    | Comprimento (m) | Pendente média | Categoria         |
| ------ | ---------------- | ----- | --------------- | -------------- | ----------------- |
| 1      | Nieuwe Kwaremont | 82    | 2000            | 8%             | * · *             |
| 2      | Kluisberg        | 110,9 | 1000            | 16%            | * · *             |
| 3      | Knokteberg       | 118,3 | 1100            | 11,8%          | **                |
| 4      | Kortekeer        | 126   | 900             | 9,8%           | * · *             |
| 5      | Steenbeekdries   | 129,3 | 600             | 8%             | * · * · *         |
| 6      | Taaienberg       | 131,8 | 530             | 15,8%          | * · * · * · * · * |
| 7      | Berg Tem Houte   | 135   | 1100            | 21%            | * · * · * · * · * |
| 8      | Knokteberg       | 149,7 | 1100            | 11,8%          | * · *             |
| 9      | Vossenhol        | 161,9 | 1400            | 9%             | * · *             |
| 10     | Holstraat        | 166,3 | 1000            | 12%            | * · *             |
| 11     | Nokereberg       | 173,8 | 500             | 6,7%           | *                 |

| Trechos de pavé |                  |       |                 |
| Número          | Nome             | Km    | Comprimento (m) |
| --------------- | ---------------- | ----- | --------------- |
| 1               | Mariaborrestraat | 128,1 | 2400            |
| 2               | Stationsberg     | 129,4 | 650             |
| 3               | Varentstraat     | 157,1 | 2000            |
| 4               | Herlegemstraat   | 176,5 | 800             |

## Equipas participantes
Tomaram parte na corrida 25 equipas: 19 de categoria UCI WorldTeam e 6 de categoria UCI ProTeam. Formaram assim um pelotão de 174 ciclistas dos que acabaram 123. As equipas participantes foram:
| Equipes WorldTeam (19)- AG2R Citroën Team - Astana-Premier Tech - Bahrain Victorious - Bora-Hansgrohe - Cofidis - Deceuninck-Quick Step - EF Education-Nippo - Groupama-FDJ - Ineos Grenadiers - Intermarché-Wanty-Gobert Matériaux - Israel Start-Up Nation - Jumbo-Visma - Lotto Soudal - Movistar Team - Team BikeExchange - Team DSM - Qhubeka Assos - Trek-Segafredo - UAE Team Emirates Equipes ProTeam (6)- Alpecin-Fenix - Arkéa-Samsic - B&B Hotels p/b KTM - Bingoal Pauwels Sauces WB - Sport Vlaanderen-Baloise - Total Direct Énergie |
| |

## Classificações finais
- As classificações finalizaram da seguinte forma:[4]

### Classificação geral
| \| Classificação geral \| Classificação geral \| Classificação geral \| Classificação geral \| Classificação geral \| \| Ciclista \| Ciclista \| Equipe \| Tempo \| \| \| ------------------- \| ------------------- \| --------------------- \| ------------------- \| ------------------- \| \| 1. \| Dylan van Baarle \| Ineos Grenadiers \| 3h58m59s \| \| \| 2. \| Christophe Laporte \| Cofidis \| + 26s \| \| \| 3. \| Tim Merlier \| Alpecin-Fenix \| + 26s \| \| \| 4. \| Yves Lampaert \| Deceuninck-Quick Step \| + 26s \| \| \| 5. \| Tosh Van der Sande \| Lotto-Soudal \| + 26s \| \| \| 6. \| Alexander Kristoff \| UAE Team Emirates \| + 26s \| \| \| 7. \| Greg Van Avermaet \| AG2R Citroën Team \| + 26s \| \| \| 8. \| Anthony Turgis \| Total Direct Énergie \| + 26s \| \| \| 9. \| Florian Sénéchal \| Deceuninck-Quick Step \| + 26s \| \| \| 10. \| Jasper Stuyven \| Trek-Segafredo \| + 26s \| \| |                    |                       |          |
| |                    |                       |          |
| Fonte: ProCyclingStats |                    |                       |          |
| Classificação geral |                    |                       |          |
| Ciclista | Ciclista           | Equipe                | Tempo    |
| 1. | Dylan van Baarle   | Ineos Grenadiers      | 3h58m59s |
| 2. | Christophe Laporte | Cofidis               | + 26s    |
| 3. | Tim Merlier        | Alpecin-Fenix         | + 26s    |
| 4. | Yves Lampaert      | Deceuninck-Quick Step | + 26s    |
| 5. | Tosh Van der Sande | Lotto-Soudal          | + 26s    |
| 6. | Alexander Kristoff | UAE Team Emirates     | + 26s    |
| 7. | Greg Van Avermaet  | AG2R Citroën Team     | + 26s    |
| 8. | Anthony Turgis     | Total Direct Énergie  | + 26s    |
| 9. | Florian Sénéchal   | Deceuninck-Quick Step | + 26s    |
| 10. | Jasper Stuyven     | Trek-Segafredo        | + 26s    |

## Ciclistas participantes e posições finais
| Alpecin-Fenix AFC | Alpecin-Fenix AFC                    | Alpecin-Fenix AFC |
| ----------------- | ------------------------------------ | ----------------- |
| Num               | Ciclista                             | Pos               |
| 1                 | Mathieu van der Poel (NED) (estrada) |                   |
| 2                 | Silvan Dillier (SUI)                 |                   |
| 3                 | Dries De Bondt (BEL) (estrada)       |                   |
| 4                 | Tim Merlier (BEL)                    |                   |
| 5                 | Jasper Philipsen (BEL)               |                   |
| 6                 | Otto Vergaerde (BEL)                 |                   |
| 7                 | Jonas Rickaert (BEL)                 |                   |

| Deceuninck-Quick Step DQT | Deceuninck-Quick Step DQT          | Deceuninck-Quick Step DQT |
| ------------------------- | ---------------------------------- | ------------------------- |
| Num                       | Ciclista                           | Pos                       |
| 11                        | Julian Alaphilippe (FRA) (estrada) |                           |
| 12                        | Kasper Asgreen (DEN) (estrada)     |                           |
| 13                        | Tim Declercq (BEL)                 |                           |
| 14                        | Dries Devenyns (BEL)               |                           |
| 15                        | Yves Lampaert (BEL)                |                           |
| 16                        | Florian Sénéchal (FRA)             |                           |
| 17                        | Davide Ballerini (ITA)             |                           |

| UAE Team Emirates UAD | UAE Team Emirates UAD      | UAE Team Emirates UAD |
| --------------------- | -------------------------- | --------------------- |
| Num                   | Ciclista                   | Pos                   |
| 21                    | Alexander Kristoff (NOR)   |                       |
| 22                    | Matteo Trentin (ITA)       |                       |
| 23                    | Vegard Stake Laengen (NOR) |                       |
| 24                    | Marco Marcato (ITA)        |                       |
| 25                    | Ivo Oliveira (POR)         |                       |
| 26                    | Rui Oliveira (POR)         |                       |
| 27                    | Ryan Gibbons (RSA)         |                       |

| Trek-Segafredo TFS | Trek-Segafredo TFS   | Trek-Segafredo TFS |
| ------------------ | -------------------- | ------------------ |
| Num                | Ciclista             | Pos                |
| 31                 | Jasper Stuyven (BEL) |                    |
| 32                 | Koen de Kort (NED)   |                    |
| 34                 | Ryan Mullen (IRL)    |                    |
| 35                 | Kiel Reijnen (USA)   |                    |
| 36                 | Quinn Simmons (USA)  |                    |
| 37                 | Edward Theuns (BEL)  | NP                 |

| Qhubeka Assos TQA | Qhubeka Assos TQA               | Qhubeka Assos TQA |
| ----------------- | ------------------------------- | ----------------- |
| Num               | Ciclista                        | Pos               |
| 41                | Giacomo Nizzolo (ITA) (estrada) |                   |
| 42                | Victor Campenaerts (BEL)        |                   |
| 43                | Dimitri Claeys (BEL)            |                   |
| 44                | Lasse Norman Hansen (DEN)       |                   |
| 45                | Andreas Stokbro (DEN)           |                   |
| 46                | Emil Vinjebo (DEN)              |                   |
| 47                | Max Walscheid (GER)             |                   |

| Team DSM DSM | Team DSM DSM               | Team DSM DSM |
| ------------ | -------------------------- | ------------ |
| Num          | Ciclista                   | Pos          |
| 51           | Tiesj Benoot (BEL)         |              |
| 52           | Nils Eekhoff (NED)         |              |
| 53           | Alberto Dainese (ITA)      |              |
| 54           | Søren Kragh Andersen (DEN) |              |
| 55           | Jasha Sütterlin (GER)      |              |
| 56           | Niklas Märkl (GER)         |              |
| 57           | Joris Nieuwenhuis (NED)    |              |

| BikeExchange BEX | BikeExchange BEX            | BikeExchange BEX |
| ---------------- | --------------------------- | ---------------- |
| Num              | Ciclista                    | Pos              |
| 61               | Jack Bauer (NZL)            |                  |
| 62               | Luka Mezgec (SLO)           |                  |
| 63               | Luke Durbridge (AUS)        |                  |
| 64               | Alexander Edmondson (AUS)   |                  |
| 65               | Amund Grøndahl Jansen (NOR) |                  |
| 66               | Alexander Konychev (ITA)    |                  |

| Movistar Team MOV | Movistar Team MOV        | Movistar Team MOV |
| ----------------- | ------------------------ | ----------------- |
| Num               | Ciclista                 | Pos               |
| 71                | Imanol Erviti (ESP)      |                   |
| 72                | Gabriel Cullaigh (GBR)   |                   |
| 73                | Juri Hollmann (GER)      |                   |
| 74                | José Joaquín Rojas (ESP) |                   |
| 75                | Mathias Norsgaard (DEN)  |                   |
| 76                | Lluís Mas (ESP)          |                   |
| 77                | Sebastián Mora (ESP)     |                   |

| Lotto-Soudal LTS | Lotto-Soudal LTS         | Lotto-Soudal LTS |
| ---------------- | ------------------------ | ---------------- |
| Num              | Ciclista                 | Pos              |
| 81               | Tim Wellens (BEL)        |                  |
| 82               | Jasper De Buyst (BEL)    |                  |
| 83               | Roger Kluge (GER)        |                  |
| 85               | Tosh Van der Sande (BEL) |                  |
| 86               | Brent Van Moer (BEL)     |                  |
| 87               | Florian Vermeersch (BEL) |                  |

| Jumbo-Visma TJV | Jumbo-Visma TJV           | Jumbo-Visma TJV |
| --------------- | ------------------------- | --------------- |
| Num             | Ciclista                  | Pos             |
| 91              | Edoardo Affini (ITA)      |                 |
| 92              | David Dekker (NED)        |                 |
| 93              | Pascal Eenkhoorn (NED)    |                 |
| 94              | Olav Kooij (NED)          |                 |
| 95              | Christoph Pfingsten (GER) |                 |
| 96              | Jos van Emden (NED)       |                 |
| 97              | Maarten Wynants (BEL)     |                 |

| Israel Start-Up Nation ISN | Israel Start-Up Nation ISN | Israel Start-Up Nation ISN |
| -------------------------- | -------------------------- | -------------------------- |
| Num                        | Ciclista                   | Pos                        |
| 101                        | Rudy Barbier (FRA)         |                            |
| 102                        | Guillaume Boivin (CAN)     |                            |
| 103                        | Hugo Hofstetter (FRA)      |                            |
| 104                        | Alexis Renard (FRA)        |                            |
| 105                        | Tom Van Asbroeck (BEL)     |                            |
| 106                        | Jenthe Biermans (BEL)      |                            |
| 107                        | Norman Vahtra (EST)        |                            |

| Ineos Grenadiers IGD | Ineos Grenadiers IGD     | Ineos Grenadiers IGD |
| -------------------- | ------------------------ | -------------------- |
| Num                  | Ciclista                 | Pos                  |
| 111                  | Michał Kwiatkowski (POL) |                      |
| 112                  | Leonardo Basso (ITA)     |                      |
| 113                  | Owain Doull (GBR)        |                      |
| 115                  | Thomas Pidcock (GBR)     |                      |
| 116                  | Luke Rowe (GBR)          |                      |
| 117                  | Dylan van Baarle (NED)   |                      |

| Intermarché-Wanty-Gobert Matériaux IWG | Intermarché-Wanty-Gobert Matériaux IWG | Intermarché-Wanty-Gobert Matériaux IWG |
| -------------------------------------- | -------------------------------------- | -------------------------------------- |
| Num                                    | Ciclista                               | Pos                                    |
| 121                                    | Aimé De Gendt (BEL)                    |                                        |
| 122                                    | Tom Devriendt (BEL)                    |                                        |
| 123                                    | Jonas Koch (GER)                       |                                        |
| 124                                    | Andrea Pasqualon (ITA)                 |                                        |
| 125                                    | Boy van Poppel (NED)                   |                                        |
| 126                                    | Danny van Poppel (NED)                 |                                        |
| 127                                    | Pieter Vanspeybrouck (BEL)             |                                        |

| Groupama-FDJ GFC | Groupama-FDJ GFC              | Groupama-FDJ GFC |
| ---------------- | ----------------------------- | ---------------- |
| Num              | Ciclista                      | Pos              |
| 131              | Arnaud Démare (FRA) (estrada) |                  |
| 132              | Kevin Geniets (LUX) (estrada) |                  |
| 133              | Stefan Küng (SUI) (estrada)   |                  |
| 134              | Olivier Le Gac (FRA)          |                  |
| 135              | Fabian Lienhard (SUI)         |                  |
| 136              | Tobias Ludvigsson (SWE)       |                  |
| 137              | Valentin Madouas (FRA)        |                  |

| EF Education-Nippo EFN | EF Education-Nippo EFN    | EF Education-Nippo EFN |
| ---------------------- | ------------------------- | ---------------------- |
| Num                    | Ciclista                  | Pos                    |
| 141                    | Alberto Bettiol (ITA)     | NP                     |
| 142                    | Stefan Bissegger (SUI)    |                        |
| 143                    | Michael Valgren (DEN)     |                        |
| 144                    | Jens Keukeleire (BEL)     |                        |
| 145                    | Sebastian Langeveld (NED) |                        |
| 146                    | Jonas Rutsch (GER)        | NP                     |
| 147                    | Julius van den Berg (NED) |                        |

| Cofidis COF | Cofidis COF               | Cofidis COF |
| ----------- | ------------------------- | ----------- |
| Num         | Ciclista                  | Pos         |
| 151         | Elia Viviani (ITA)        |             |
| 152         | Piet Allegaert (BEL)      |             |
| 153         | Tom Bohli (SUI)           |             |
| 154         | Jean-Pierre Drucker (LUX) |             |
| 155         | Christophe Laporte (FRA)  |             |
| 156         | Kenneth Vanbilsen (BEL)   |             |
| 157         | Jelle Wallays (BEL)       |             |

| Bora-Hansgrohe BOH | Bora-Hansgrohe BOH        | Bora-Hansgrohe BOH |
| ------------------ | ------------------------- | ------------------ |
| Num                | Ciclista                  | Pos                |
| 161                | Nils Politt (GER)         |                    |
| 162                | Pascal Ackermann (GER)    |                    |
| 163                | Patrick Gamper (AUT)      |                    |
| 164                | Jordi Meeus (BEL)         |                    |
| 165                | Lukas Pöstlberger (AUT)   |                    |
| 166                | Michaek Schwarzmann (GER) |                    |
| 167                | Matthew Walls (GBR)       |                    |

| Bahrain Victorious TBV | Bahrain Victorious TBV  | Bahrain Victorious TBV |
| ---------------------- | ----------------------- | ---------------------- |
| Num                    | Ciclista                | Pos                    |
| 171                    | Dylan Teuns (BEL)       |                        |
| 172                    | Phil Bauhaus (GER)      |                        |
| 173                    | Feng Chun-kai (TPE)     |                        |
| 174                    | Marco Haller (AUT)      |                        |
| 175                    | Heinrich Haussler (AUS) |                        |
| 176                    | Jonathan Milan (ITA)    |                        |
| 177                    | Marcel Sieberg (GER)    |                        |

| Astana-Premier Tech APT | Astana-Premier Tech APT | Astana-Premier Tech APT |
| ----------------------- | ----------------------- | ----------------------- |
| Num                     | Ciclista                | Pos                     |
| 181                     | Hugo Houle (CAN)        |                         |
| 182                     | Yevgeniy Fedorov (KAZ)  |                         |
| 183                     | Yevgeniy Gidich (KAZ)   |                         |
| 184                     | Nikita Stalnow (KAZ)    |                         |
| 185                     | Dmitriy Gruzdev (KAZ)   |                         |
| 186                     | Artiom Zakharov (KAZ)   |                         |
| 187                     | Ben Perry (CAN)         |                         |

| AG2R Citroën Team ACT | AG2R Citroën Team ACT   | AG2R Citroën Team ACT |
| --------------------- | ----------------------- | --------------------- |
| Num                   | Ciclista                | Pos                   |
| 191                   | Oliver Naesen (BEL)     |                       |
| 192                   | Stan Dewulf (BEL)       |                       |
| 193                   | Julien Duval (FRA)      |                       |
| 194                   | Lawrence Naesen (BEL)   |                       |
| 195                   | Michael Schär (SUI)     |                       |
| 196                   | Anthony Jullien (FRA)   |                       |
| 197                   | Greg Van Avermaet (BEL) |                       |

| Arkéa-Samsic ARK | Arkéa-Samsic ARK        | Arkéa-Samsic ARK |
| ---------------- | ----------------------- | ---------------- |
| Num              | Ciclista                | Pos              |
| 201              | Warren Barguil (FRA)    |                  |
| 202              | Christophe Noppe (BEL)  |                  |
| 203              | Amaury Capiot (BEL)     |                  |
| 204              | Benjamin Declercq (BEL) |                  |
| 205              | Connor Swift (GBR)      |                  |
| 206              | Bram Welten (NED)       |                  |
| 207              | Daniel McLay (GBR)      |                  |

| Total Direct Énergie TDE | Total Direct Énergie TDE   | Total Direct Énergie TDE |
| ------------------------ | -------------------------- | ------------------------ |
| Num                      | Ciclista                   | Pos                      |
| 211                      | Niki Terpstra (NED)        |                          |
| 212                      | Edvald Boasson Hagen (NOR) |                          |
| 213                      | Damien Gaudin (FRA)        |                          |
| 215                      | Adrien Petit (FRA)         |                          |
| 216                      | Geoffrey Soupe (FRA)       |                          |
| 217                      | Anthony Turgis (FRA)       |                          |

| B&B Hotels p/b KTM BBK | B&B Hotels p/b KTM BBK | B&B Hotels p/b KTM BBK |
| ---------------------- | ---------------------- | ---------------------- |
| Num                    | Ciclista               | Pos                    |
| 221                    | Bryan Coquard (FRA)    |                        |
| 223                    | Cyril Barthe (FRA)     |                        |
| 224                    | Jens Debusschere (BEL) |                        |
| 225                    | Jérémy Lecroq (FRA)    |                        |
| 226                    | Cyril Lemoine (FRA)    |                        |

| Bingoal Pauwels Sauces WB BWB | Bingoal Pauwels Sauces WB BWB | Bingoal Pauwels Sauces WB BWB |
| ----------------------------- | ----------------------------- | ----------------------------- |
| Num                           | Ciclista                      | Pos                           |
| 231                           | Jelle Vanendert (BEL)         |                               |
| 232                           | Sean De Bie (BEL)             |                               |
| 233                           | Arjen Livyns (BEL)            |                               |
| 234                           | Milan Menten (BEL)            |                               |
| 235                           | Tom Paquot (BEL)              |                               |
| 236                           | Ludovic Robeet (BEL)          |                               |
| 237                           | Boris Vallée (BEL)            |                               |

| Sport Vlaanderen-Baloise SVB | Sport Vlaanderen-Baloise SVB | Sport Vlaanderen-Baloise SVB |
| ---------------------------- | ---------------------------- | ---------------------------- |
| Num                          | Ciclista                     | Pos                          |
| 241                          | Ruben Apers (BEL)            |                              |
| 242                          | Jens Reynders (BEL)          |                              |
| 243                          | Thomas Sprengers (BEL)       |                              |
| 244                          | Aaron Van Poucke (BEL)       |                              |
| 246                          | Jordi Warlop (BEL)           |                              |
| 247                          | Ward Vanhoof (BEL)           |                              |

| Alpecin-Fenix AFC | Alpecin-Fenix AFC                    | Alpecin-Fenix AFC |
| ----------------- | ------------------------------------ | ----------------- |
| Num               | Ciclista                             | Pos               |
| 1                 | Mathieu van der Poel (NED) (estrada) |                   |
| 2                 | Silvan Dillier (SUI)                 |                   |
| 3                 | Dries De Bondt (BEL) (estrada)       |                   |
| 4                 | Tim Merlier (BEL)                    |                   |
| 5                 | Jasper Philipsen (BEL)               |                   |
| 6                 | Otto Vergaerde (BEL)                 |                   |
| 7                 | Jonas Rickaert (BEL)                 |                   |

| Deceuninck-Quick Step DQT | Deceuninck-Quick Step DQT          | Deceuninck-Quick Step DQT |
| ------------------------- | ---------------------------------- | ------------------------- |
| Num                       | Ciclista                           | Pos                       |
| 11                        | Julian Alaphilippe (FRA) (estrada) |                           |
| 12                        | Kasper Asgreen (DEN) (estrada)     |                           |
| 13                        | Tim Declercq (BEL)                 |                           |
| 14                        | Dries Devenyns (BEL)               |                           |
| 15                        | Yves Lampaert (BEL)                |                           |
| 16                        | Florian Sénéchal (FRA)             |                           |
| 17                        | Davide Ballerini (ITA)             |                           |

| UAE Team Emirates UAD | UAE Team Emirates UAD      | UAE Team Emirates UAD |
| --------------------- | -------------------------- | --------------------- |
| Num                   | Ciclista                   | Pos                   |
| 21                    | Alexander Kristoff (NOR)   |                       |
| 22                    | Matteo Trentin (ITA)       |                       |
| 23                    | Vegard Stake Laengen (NOR) |                       |
| 24                    | Marco Marcato (ITA)        |                       |
| 25                    | Ivo Oliveira (POR)         |                       |
| 26                    | Rui Oliveira (POR)         |                       |
| 27                    | Ryan Gibbons (RSA)         |                       |

| Trek-Segafredo TFS | Trek-Segafredo TFS   | Trek-Segafredo TFS |
| ------------------ | -------------------- | ------------------ |
| Num                | Ciclista             | Pos                |
| 31                 | Jasper Stuyven (BEL) |                    |
| 32                 | Koen de Kort (NED)   |                    |
| 34                 | Ryan Mullen (IRL)    |                    |
| 35                 | Kiel Reijnen (USA)   |                    |
| 36                 | Quinn Simmons (USA)  |                    |
| 37                 | Edward Theuns (BEL)  | NP                 |

| Qhubeka Assos TQA | Qhubeka Assos TQA               | Qhubeka Assos TQA |
| ----------------- | ------------------------------- | ----------------- |
| Num               | Ciclista                        | Pos               |
| 41                | Giacomo Nizzolo (ITA) (estrada) |                   |
| 42                | Victor Campenaerts (BEL)        |                   |
| 43                | Dimitri Claeys (BEL)            |                   |
| 44                | Lasse Norman Hansen (DEN)       |                   |
| 45                | Andreas Stokbro (DEN)           |                   |
| 46                | Emil Vinjebo (DEN)              |                   |
| 47                | Max Walscheid (GER)             |                   |

| Team DSM DSM | Team DSM DSM               | Team DSM DSM |
| ------------ | -------------------------- | ------------ |
| Num          | Ciclista                   | Pos          |
| 51           | Tiesj Benoot (BEL)         |              |
| 52           | Nils Eekhoff (NED)         |              |
| 53           | Alberto Dainese (ITA)      |              |
| 54           | Søren Kragh Andersen (DEN) |              |
| 55           | Jasha Sütterlin (GER)      |              |
| 56           | Niklas Märkl (GER)         |              |
| 57           | Joris Nieuwenhuis (NED)    |              |

| BikeExchange BEX | BikeExchange BEX            | BikeExchange BEX |
| ---------------- | --------------------------- | ---------------- |
| Num              | Ciclista                    | Pos              |
| 61               | Jack Bauer (NZL)            |                  |
| 62               | Luka Mezgec (SLO)           |                  |
| 63               | Luke Durbridge (AUS)        |                  |
| 64               | Alexander Edmondson (AUS)   |                  |
| 65               | Amund Grøndahl Jansen (NOR) |                  |
| 66               | Alexander Konychev (ITA)    |                  |

| Movistar Team MOV | Movistar Team MOV        | Movistar Team MOV |
| ----------------- | ------------------------ | ----------------- |
| Num               | Ciclista                 | Pos               |
| 71                | Imanol Erviti (ESP)      |                   |
| 72                | Gabriel Cullaigh (GBR)   |                   |
| 73                | Juri Hollmann (GER)      |                   |
| 74                | José Joaquín Rojas (ESP) |                   |
| 75                | Mathias Norsgaard (DEN)  |                   |
| 76                | Lluís Mas (ESP)          |                   |
| 77                | Sebastián Mora (ESP)     |                   |

| Lotto-Soudal LTS | Lotto-Soudal LTS         | Lotto-Soudal LTS |
| ---------------- | ------------------------ | ---------------- |
| Num              | Ciclista                 | Pos              |
| 81               | Tim Wellens (BEL)        |                  |
| 82               | Jasper De Buyst (BEL)    |                  |
| 83               | Roger Kluge (GER)        |                  |
| 85               | Tosh Van der Sande (BEL) |                  |
| 86               | Brent Van Moer (BEL)     |                  |
| 87               | Florian Vermeersch (BEL) |                  |

| Jumbo-Visma TJV | Jumbo-Visma TJV           | Jumbo-Visma TJV |
| --------------- | ------------------------- | --------------- |
| Num             | Ciclista                  | Pos             |
| 91              | Edoardo Affini (ITA)      |                 |
| 92              | David Dekker (NED)        |                 |
| 93              | Pascal Eenkhoorn (NED)    |                 |
| 94              | Olav Kooij (NED)          |                 |
| 95              | Christoph Pfingsten (GER) |                 |
| 96              | Jos van Emden (NED)       |                 |
| 97              | Maarten Wynants (BEL)     |                 |

| Israel Start-Up Nation ISN | Israel Start-Up Nation ISN | Israel Start-Up Nation ISN |
| -------------------------- | -------------------------- | -------------------------- |
| Num                        | Ciclista                   | Pos                        |
| 101                        | Rudy Barbier (FRA)         |                            |
| 102                        | Guillaume Boivin (CAN)     |                            |
| 103                        | Hugo Hofstetter (FRA)      |                            |
| 104                        | Alexis Renard (FRA)        |                            |
| 105                        | Tom Van Asbroeck (BEL)     |                            |
| 106                        | Jenthe Biermans (BEL)      |                            |
| 107                        | Norman Vahtra (EST)        |                            |

| Ineos Grenadiers IGD | Ineos Grenadiers IGD     | Ineos Grenadiers IGD |
| -------------------- | ------------------------ | -------------------- |
| Num                  | Ciclista                 | Pos                  |
| 111                  | Michał Kwiatkowski (POL) |                      |
| 112                  | Leonardo Basso (ITA)     |                      |
| 113                  | Owain Doull (GBR)        |                      |
| 115                  | Thomas Pidcock (GBR)     |                      |
| 116                  | Luke Rowe (GBR)          |                      |
| 117                  | Dylan van Baarle (NED)   |                      |

| Intermarché-Wanty-Gobert Matériaux IWG | Intermarché-Wanty-Gobert Matériaux IWG | Intermarché-Wanty-Gobert Matériaux IWG |
| -------------------------------------- | -------------------------------------- | -------------------------------------- |
| Num                                    | Ciclista                               | Pos                                    |
| 121                                    | Aimé De Gendt (BEL)                    |                                        |
| 122                                    | Tom Devriendt (BEL)                    |                                        |
| 123                                    | Jonas Koch (GER)                       |                                        |
| 124                                    | Andrea Pasqualon (ITA)                 |                                        |
| 125                                    | Boy van Poppel (NED)                   |                                        |
| 126                                    | Danny van Poppel (NED)                 |                                        |
| 127                                    | Pieter Vanspeybrouck (BEL)             |                                        |

| Groupama-FDJ GFC | Groupama-FDJ GFC              | Groupama-FDJ GFC |
| ---------------- | ----------------------------- | ---------------- |
| Num              | Ciclista                      | Pos              |
| 131              | Arnaud Démare (FRA) (estrada) |                  |
| 132              | Kevin Geniets (LUX) (estrada) |                  |
| 133              | Stefan Küng (SUI) (estrada)   |                  |
| 134              | Olivier Le Gac (FRA)          |                  |
| 135              | Fabian Lienhard (SUI)         |                  |
| 136              | Tobias Ludvigsson (SWE)       |                  |
| 137              | Valentin Madouas (FRA)        |                  |

| EF Education-Nippo EFN | EF Education-Nippo EFN    | EF Education-Nippo EFN |
| ---------------------- | ------------------------- | ---------------------- |
| Num                    | Ciclista                  | Pos                    |
| 141                    | Alberto Bettiol (ITA)     | NP                     |
| 142                    | Stefan Bissegger (SUI)    |                        |
| 143                    | Michael Valgren (DEN)     |                        |
| 144                    | Jens Keukeleire (BEL)     |                        |
| 145                    | Sebastian Langeveld (NED) |                        |
| 146                    | Jonas Rutsch (GER)        | NP                     |
| 147                    | Julius van den Berg (NED) |                        |

| Cofidis COF | Cofidis COF               | Cofidis COF |
| ----------- | ------------------------- | ----------- |
| Num         | Ciclista                  | Pos         |
| 151         | Elia Viviani (ITA)        |             |
| 152         | Piet Allegaert (BEL)      |             |
| 153         | Tom Bohli (SUI)           |             |
| 154         | Jean-Pierre Drucker (LUX) |             |
| 155         | Christophe Laporte (FRA)  |             |
| 156         | Kenneth Vanbilsen (BEL)   |             |
| 157         | Jelle Wallays (BEL)       |             |

| Bora-Hansgrohe BOH | Bora-Hansgrohe BOH        | Bora-Hansgrohe BOH |
| ------------------ | ------------------------- | ------------------ |
| Num                | Ciclista                  | Pos                |
| 161                | Nils Politt (GER)         |                    |
| 162                | Pascal Ackermann (GER)    |                    |
| 163                | Patrick Gamper (AUT)      |                    |
| 164                | Jordi Meeus (BEL)         |                    |
| 165                | Lukas Pöstlberger (AUT)   |                    |
| 166                | Michaek Schwarzmann (GER) |                    |
| 167                | Matthew Walls (GBR)       |                    |

| Bahrain Victorious TBV | Bahrain Victorious TBV  | Bahrain Victorious TBV |
| ---------------------- | ----------------------- | ---------------------- |
| Num                    | Ciclista                | Pos                    |
| 171                    | Dylan Teuns (BEL)       |                        |
| 172                    | Phil Bauhaus (GER)      |                        |
| 173                    | Feng Chun-kai (TPE)     |                        |
| 174                    | Marco Haller (AUT)      |                        |
| 175                    | Heinrich Haussler (AUS) |                        |
| 176                    | Jonathan Milan (ITA)    |                        |
| 177                    | Marcel Sieberg (GER)    |                        |

| Astana-Premier Tech APT | Astana-Premier Tech APT | Astana-Premier Tech APT |
| ----------------------- | ----------------------- | ----------------------- |
| Num                     | Ciclista                | Pos                     |
| 181                     | Hugo Houle (CAN)        |                         |
| 182                     | Yevgeniy Fedorov (KAZ)  |                         |
| 183                     | Yevgeniy Gidich (KAZ)   |                         |
| 184                     | Nikita Stalnow (KAZ)    |                         |
| 185                     | Dmitriy Gruzdev (KAZ)   |                         |
| 186                     | Artiom Zakharov (KAZ)   |                         |
| 187                     | Ben Perry (CAN)         |                         |

| AG2R Citroën Team ACT | AG2R Citroën Team ACT   | AG2R Citroën Team ACT |
| --------------------- | ----------------------- | --------------------- |
| Num                   | Ciclista                | Pos                   |
| 191                   | Oliver Naesen (BEL)     |                       |
| 192                   | Stan Dewulf (BEL)       |                       |
| 193                   | Julien Duval (FRA)      |                       |
| 194                   | Lawrence Naesen (BEL)   |                       |
| 195                   | Michael Schär (SUI)     |                       |
| 196                   | Anthony Jullien (FRA)   |                       |
| 197                   | Greg Van Avermaet (BEL) |                       |

| Arkéa-Samsic ARK | Arkéa-Samsic ARK        | Arkéa-Samsic ARK |
| ---------------- | ----------------------- | ---------------- |
| Num              | Ciclista                | Pos              |
| 201              | Warren Barguil (FRA)    |                  |
| 202              | Christophe Noppe (BEL)  |                  |
| 203              | Amaury Capiot (BEL)     |                  |
| 204              | Benjamin Declercq (BEL) |                  |
| 205              | Connor Swift (GBR)      |                  |
| 206              | Bram Welten (NED)       |                  |
| 207              | Daniel McLay (GBR)      |                  |

| Total Direct Énergie TDE | Total Direct Énergie TDE   | Total Direct Énergie TDE |
| ------------------------ | -------------------------- | ------------------------ |
| Num                      | Ciclista                   | Pos                      |
| 211                      | Niki Terpstra (NED)        |                          |
| 212                      | Edvald Boasson Hagen (NOR) |                          |
| 213                      | Damien Gaudin (FRA)        |                          |
| 215                      | Adrien Petit (FRA)         |                          |
| 216                      | Geoffrey Soupe (FRA)       |                          |
| 217                      | Anthony Turgis (FRA)       |                          |

| B&B Hotels p/b KTM BBK | B&B Hotels p/b KTM BBK | B&B Hotels p/b KTM BBK |
| ---------------------- | ---------------------- | ---------------------- |
| Num                    | Ciclista               | Pos                    |
| 221                    | Bryan Coquard (FRA)    |                        |
| 223                    | Cyril Barthe (FRA)     |                        |
| 224                    | Jens Debusschere (BEL) |                        |
| 225                    | Jérémy Lecroq (FRA)    |                        |
| 226                    | Cyril Lemoine (FRA)    |                        |

| Bingoal Pauwels Sauces WB BWB | Bingoal Pauwels Sauces WB BWB | Bingoal Pauwels Sauces WB BWB |
| ----------------------------- | ----------------------------- | ----------------------------- |
| Num                           | Ciclista                      | Pos                           |
| 231                           | Jelle Vanendert (BEL)         |                               |
| 232                           | Sean De Bie (BEL)             |                               |
| 233                           | Arjen Livyns (BEL)            |                               |
| 234                           | Milan Menten (BEL)            |                               |
| 235                           | Tom Paquot (BEL)              |                               |
| 236                           | Ludovic Robeet (BEL)          |                               |
| 237                           | Boris Vallée (BEL)            |                               |

| Sport Vlaanderen-Baloise SVB | Sport Vlaanderen-Baloise SVB | Sport Vlaanderen-Baloise SVB |
| ---------------------------- | ---------------------------- | ---------------------------- |
| Num                          | Ciclista                     | Pos                          |
| 241                          | Ruben Apers (BEL)            |                              |
| 242                          | Jens Reynders (BEL)          |                              |
| 243                          | Thomas Sprengers (BEL)       |                              |
| 244                          | Aaron Van Poucke (BEL)       |                              |
| 246                          | Jordi Warlop (BEL)           |                              |
| 247                          | Ward Vanhoof (BEL)           |                              |

Convenções:
- AB: Abandono
- FLT: Retiro por chegada fora do limite de tempo
- NTS: Não tomou a saída
- DES: Desclassificado ou expulsado

## UCI World Ranking
A Através de Flandres outorgou pontos para o UCI World Ranking para corredores das equipas nas categorias UCI WorldTeam, UCI ProTeam e Continental. As seguintes tabelas mostram o barómetro de pontuação e os 10 corredores que obtiveram mais pontos:
| Posição   | 1.º | 2.º | 3.º | 4.º | 5.º | 6.º | 7.º | 8.º | 9.º | 10.º | 11.º | 12.º | 13.º | 14.º | 15.º-20.º | 21.º-30.º | 31.º-50.º | 51.º-55.º | 56.º-60.º |
| Pontuação | 300 | 250 | 215 | 175 | 120 | 115 | 95  | 75  | 60  | 50   | 40   | 35   | 30   | 25   | 20        | 12        | 5         | 2         | 1         |

| Classificação |                    |                            |        |
| Posição       | Ciclista           | Equipa                     | Pontos |
| ------------- | ------------------ | -------------------------- | ------ |
| 1.º           | Dylan van Baarle   | Ineos Grenadiers           | 300    |
| 2.º           | Christophe Laporte | Cofidis, Solutions Crédits | 250    |
| 3.º           | Tim Merlier        | Alpecin-Fenix              | 215    |
| 4.º           | Yves Lampaert      | Deceuninck-Quick Step      | 175    |
| 5.º           | Tosh Van Der Sande | Lotto Soudal               | 120    |
| 6.º           | Alexander Kristoff | UAE Emirates               | 115    |
| 7.º           | Greg Van Avermaet  | AG2R Citroën               | 95     |
| 8.º           | Anthony Turgis     | Total Direct Énergie       | 75     |
| 9.º           | Florian Sénéchal   | Deceuninck-Quick Step      | 60     |
| 10.º          | Jasper Stuyven     | Trek-Segafredo             | 50     |